# کامیکس‌الاینس
کامیکس‌الاینس (انگلیسی: ComicsAlliance) وب سایتی است که اخبار صنعت کتاب کامیک و رسانه های مرتبط کامیک را پوشش می دهد.